# 좌파민주당
좌파민주당(이탈리아어: Partito Democratico della Sinistra, PDS)은 1991년부터 1998년까지 이탈리아에 존재했던 민주사회주의, 사회민주주의 정당이었다.

## 역사
냉전 기간 동안 서방 진영 최대 공산당이던 이탈리아 공산당이 1980년대 후반부터 탈공산화를 거치며 변모하여 1991년 다당제와 혼합경제의 수용을 받아들여 재수립된 정당이다. 초대 당수는 이탈리아 공산당의 마지막 서기장이기도 한 아킬레 오케토(Achille Occhetto)이다. 이 변화를 받아들이지 않은 소수 강경파는 탈당하여 별도로 재건공산당을 수립하였다.
1992년 총선에서 하원 107석, 상원 64석을 획득하며 2위를 차지했고 카를로 아첼리오 참피의 거국정부 내각에 참여했다. 1994년 총선에서는 교섭단체 진보 연대를 이끌었으나 중도우파 연합에 패하여 오케토 대표가 사임했다. 1996년 총선에서는 중도좌파 연합 소속의 최대 정당으로서 올리브나무 선거연합에 참여하여 승리하였고, 로마노 프로디 1차 내각에 16명의 장관을 내었는데 발테르 벨트로니 부총리, 조르조 나폴리타노 내무장관 등이 포함된다.
1997년 마시모 달레마(Massimo D'Alema) 서기장은 당을 확실한 유럽의 사회민주주의 정당으로 변모시킬 것을 촉구했고, 이에 따라 다른 중도좌파 정당들을 흡수하여 1998년 좌파 민주주의당을 출범시켰다.